# فالوده
{{Infobox prepared food
| name             = فالوده
| image            = Faloodeh1.jpg
| caption          =
| alternate_name   = فالوده، پالوده
| country          =  ایران
| creator          =
| course           = میان‌وعده
| type             = دسر
| served           =
| main_ingredient  = شربت (شکر، گلاب)
| variations       =لیمو، زعفران، نعنا
| calories         =
| other            =
|region=شیراز، [[کرمان]}}فالوده یا پالوده از خوردنی‌های سنتی و سرد ایرانی و از گونه دسر است که دارای رشته‌های نازک به اندازه ورمیشل است که از نشاسته در یک شربت نیمه یخ‌بسته زده دارای شکر و گلاب ساخته شده است. فالوده بیشتر همراه با آب لیمو و گاه پسته آسیاب شده پذیرایی یا آماده می‌شود.
در ایران، فالوده در بستنی‌فروشی‌ها و کافی‌شاپ‌ها با مزه‌هایی مانند پسته، زعفران، گلاب و عسل فروخته می‌شود و می‌توان آن را در کنار بستنی سنتی ایرانی رو کرد. شناخته‌شده‌ترین گونۀ فالوده از آن به شهر شیراز است که با نام فالوده شیرازی شناخته می‌شود. فالودۀ شیرازی از محبوب‌ترین دسرهای ایرانی می‌باشد که در سراسر دنیا نیز این فالوده را به این نام می‌شناسند.

## نام
واژهٔ فارسی پالوده از فعل پالودن به معنای پالایش است. فالوده عربی شده از پالوده است که از برای نبود آوای / p / در عربی استاندارد پس از حملهٔ اعراب به ایران، نمایان شد. در منابع قرون وسطایی عرب برای نمونه در المقام و المعتاد العام، آن را (عربی: فَالُوذَج، آوانگاری: Fālūḏaǧ) (رومانیزه شده: Fālūḏaǧ) می‌دانند.
در سده‌های ۱۶ تا ۱۸، پادشاهان گورکانی هند و ایرانی که بر جنوب آسیا فرمانروایی می‌کردند یک نوشیدنی دسر سرد به نام فالوها پدیدآورند که برگرفته از فالوده است.

## پیشینه
در فرهنگ معین آورده شده که در گذشته فالوده به خوراکی گفته می‌شد که از پختن پودر بادام و شکر به‌دست می‌آمده است و این زمینه سرگذشت از آن دارد که فالوده در زمان‌هایی از تاریخ با روش و موادی سراسر دگرگون تهیه می‌شده است. ولی فالوده به سبک کنونی پیشینه‌ای به اندازه یک سده دارد.

## تهیه
خمیر نشاسته نازک پخته شده، سپس از راه الک فشرده می‌شود و رشته‌های نازکی مانند رشته‌های ورمیشل می‌سازد، سپس در آب یخ سرد می‌شوند. پس از آن، آن‌ها با آمیختهٔ شربت، ترکیب شده و به تندی خنک می‌شوند تا شربت نیمه یخ‌بسته شود.

## گونه‌ها
پالودهٔ شیرازی در ایران و دیگر کشورها بیشتر از گونه‌های دیگر مصرف دارد و در بسیاری از بستنی‌فروشی‌های سنتی به فروش می‌رسد و عبارت از رشته‌های نشاسته‌ای یخ زده و مخلفات که پیش‌ترها به شیوهٔ سنتی ساخته می‌شد، ولی امروز با دستگاه‌های ویژه و ماشین‌هایی با تندی بسیار گسترده‌تر و آسان‌تر تهیه می‌شود. پالودهٔ یزد و کرمان نیز از هواداران ویژهٔ خود برخوردار است. پالودهٔ شیرازی را بیشتر با یک گونه چاشنی مانند آب لیمو، عرقیاتی چون نسترن یا شربت آلبالو و پالودهٔ یزدی و کرمانی را با گلاب و نعناع یا شربتی بنام شیره (آب و شکر تغلیظ شده) درآمیخته و مصرف می‌کنند.

### شیرازی
فالودهٔ شیرازی یکی از پرطرفدارترین خوراکی‌های شیراز است. در تهیهٔ فالوده شیرازی، نشاستهٔ پخته شده را به‌دست دستگاه و با فشار از توری می‌گذرانند تا رشته رشته شود و سپس در فریزر نهاده تا یخ بزند. این خوراکی از رشته‌های نازک نشاسته‌ای یخی که با آبلیموی تازه شیراز، عرقیات و شربت‌های خوش‌بو درست می‌شود همچنین فالوده از گرما زدگی در روزهای گرم تابستان جلوگیری می‌کند و به گونهٔ تکی یا با بستنی سنتی سرو می‌شود. مهارت تهیهٔ فالودهٔ سنتی شیرازی به شمارهٔ ۱۱۰۵ در سال ۱۳۹۴ در فهرست میراث فرهنگی ناملموس کشور ثبت ملی شده است.

## در ادبیات
- با شاه هم پالوده نمی‌خورد. (کسی که خودپرستی دارد)
- بخت اگر وارون شود، پالوده دندان بشکند.
- انگار به پالوده خوردن می‌رود. (با این که خطر و مصیبتی درپیش دارد، آسوده‌خاطر است)
- خاک دیوارِ خویشتن لیسی، بِه ز پالودهٔ کسان انگشت
- پالوده اگر نگهدار بود، خودش را نگه می‌داشت. (آن که در امور خود موفق نیست نمی‌تواند راهنمای دیگری باشد)
- آن قدر آشِ داغ خورده است، که به پالوده هم فوت می‌کند!